# Віларіню-душ-Галегуш
Віларіню-душ-Галегуш (порт. Vilarinho dos Galegos; МФА: [vi.ɫɐ.ˈɾi.ɲu duʒ gɐ.ˈɫe.guʃ]) — парафія в Португалії, у муніципалітеті Могадору. Розташована в північно-східній частині країни, на теренах історичної португальської провінції Трансмонтана. Входить до складу округу Браганса. За адміністративним поділом, чинним до 1976 року, терени парафії були складовою провінції Трансмонтана і Верхнє Дору. Належить до Брагансько-Мірандської діоцезії Католицької церкви. Патрон — святий Михаїл. Площа — 24,7532 км². Населення — 190 ос. (2011). Слабо урбанізований регіон. Густота населення — 7,68 осіб/км²
. Код — 040828.

## Населення
| Кількість мешканців | Кількість мешканців | Кількість мешканців | Кількість мешканців | Кількість мешканців | Кількість мешканців | Кількість мешканців | Кількість мешканців | Кількість мешканців | Кількість мешканців | Кількість мешканців | Кількість мешканців | Кількість мешканців | Кількість мешканців | Кількість мешканців |
| ------------------- | ------------------- | ------------------- | ------------------- | ------------------- | ------------------- | ------------------- | ------------------- | ------------------- | ------------------- | ------------------- | ------------------- | ------------------- | ------------------- | ------------------- |
| 1864                | 1878                | 1890                | 1900                | 1911                | 1920                | 1930                | 1940                | 1950                | 1960                | 1970                | 1981                | 1991                | 2001                | 2011                |
| 851                 | 956                 | 1 012               | 1 022               | 860                 | 721                 | 716                 | 765                 | 733                 | 625                 | 436                 | 460                 | 306                 | 251                 | 190                 |